# John M. Jones
John Marshall Jones (20 de julio de 1820-5 de mayo de 1864) fue un general de brigada en el Ejército de los Estados Confederados durante la guerra civil estadounidense. Luchó en la batalla de Gettysburg y murió en acción en la Batalla de la espesura.

## Primeros años
Jones nació en Charlottesville, Virginia. En West Point, fue apodado "Ron" Jones por su afición al alcohol. Se graduó en 1841, ocupando el puesto 39 en una clase de 52. Diecinueve de sus compañeros de clase se convertirían en generales de la Guerra Civil, incluidos John F. Reynolds, Nathaniel Lyon, Robert S. Garnett, Richard B. Garnett, Amiel W. Whipple e Israel B Richardson, todos los cuales también morirían en combate.
Asignado como segundo teniente del 7.º de Infantería, estuvo en servicio fronterizo antes de regresar a la Academia Militar de los Estados Unidos en 1845 como instructor asistente de tácticas de infantería, sirviendo hasta 1852. Desde 1854 hasta 1855, sirvió en una junta encargada de revisar el rifle y tácticas militares de artillería ligera, y recibió un ascenso a capitán el 3 de marzo de 1855. Jones cumplió con el deber de guarnición en varios fuertes en todo el país durante un corto período antes de participar en la Guerra de Utah desde 1858 hasta 1860.

## Guerra civil
Con el estallido de la Guerra Civil y la secesión de Virginia, Jones renunció a su comisión en el Ejército de los Estados Unidos el 27 de mayo de 1861 para ingresar al servicio confederado como capitán de artillería. Fue nombrado coronel de infantería y sirvió en lo que se convirtió en el Ejército del Norte de Virginia. Participó como oficial de estado mayor en la campaña de Stonewall Jackson en el valle de Shenandoah de 1862, Front Royal, las batallas de los siete días, la segunda batalla de Bull Run, Fredericksburg y Chancellorsville. En mayo, Jones fue ascendido a general de brigada en la división de Edward "Allegheny" Johnson para reemplazar a John R. Jones (no relacionado). Durante el asalto de Johnson a Culp's Hill en Gettysburg, Jones sufrió una herida grave en el muslo que lo dejó fuera de combate. Algunas fuentes dicen que fue una herida en la cabeza, pero en su informe oficial, Jones cita una hemorragia extrema en el muslo. En agosto, Robert E. Lee llamó a Jones "un buen comandante" cuando lo asignó para dirigir la brigada dejada vacante por William "Extra Billy" Smith, quien había regresado a Virginia como gobernador. A finales de año, Jones fue herido nuevamente durante la Campaña Mine Run.
En los primeros días de la Campaña de Overland de 1864, Jones murió en el desierto mientras intentaba reunir a sus hombres vacilantes. Su brigada había tomado una posición en el lado sur de Orange Turnpike. Poco antes de la 1:00 p. m., Brig lo golpeó con fuerza. Brigada del V Cuerpo del general Joseph J. Bartlett, que comenzó a hacer retroceder a los confederados, muchos en desorden. Jones y su ayudante de campo Robert Early fueron asesinados mientras intentaban desesperadamente restaurar el orden. El cuerpo de Jones finalmente fue devuelto a casa y enterrado en el cementerio de Maplewood en Charlottesville.
El teniente general Richard S. Ewell escribió sobre la muerte de Jones en su informe oficial sobre el desierto: "Consideraba que su pérdida era irreparable para su brigada".
La hermana de Jones estaba casada con Thomas, el hermano mayor del famoso general confederado A. P. Hill.